# ساندرا إيزباشا
ساندرا رالوكا إيزباشا (بالرومانية: Sandra Raluca Izbașa)‏ هي لاعبة جمباز فني رومانية ولدت في يوم 18 يونيو 1990 في بوخارست. أبرز انجازاتها كان فوزها بميداليتين ذهبتين، حيث فازت بالمدالية الذهبية الأولى في دورة الألعاب الأولمبية الصيفية 2008 في بكين في الأداء الأرضي، وفي دورة الألعاب الأولمبية الصيفية 2012 في لندن في مسابقة منصة القفز الفردية. فازت بميداليتين برونزيتين أيضاً في مسابقة الجماعي في دورتي 2008 و2012. على صعيد بطولات العالم فازت بميدالية فضية في مسابقة عارضة التوازن في بطولة 2006 في آرهوس، فازت أيضاً بميداليتين برونزيتين الأولى في الاداء الفردي لكل المسابقات في بطولة 2006 وفازت بالثانية في المسابقة الجماعية في بطولة 2007 في شتوتغارت. على صعيد بطولات أوروبا فازت ب7 ميداليات ذهبية و4 فضية وبرونزية واحدة.